# بيني هارداواي
بيني هارداواي (بالإنجليزية: Penny Hardaway)‏ مواليد 18 يوليو 1971 في ممفيس، هو لاعب كرة سلة أمريكي سابق بدأ مسيرته الاحترافية في سنة 1993. يبلغ طوله 6 قدم 7 بوصة (2.0 م). اعتزل اللعب في 2007.

## فرق لعب لها
- أورلاندو ماجيك
- فينيكس صنز
- نيويورك نيكس
- ميامي هيت

## الميداليات
| الميدالية | المسابقة                       |
| --------- | ------------------------------ |
| ذهبية     | الألعاب الأولمبية الصيفية 1996 |

## روابط خارجية
- بيني هارداواي على موقع IMDb (الإنجليزية)
- بيني هارداواي على موقع قاعدة بيانات الفيلم (الإنجليزية)
- بيني هارداواي على موقع الاتحاد الدولي لكرة السلة (الإنجليزية)
- بيني هارداواي على موقع إن بي أي (الإنجليزية)
- بيني هارداواي على موقع سبورتس رفرنس (الإنجليزية)
- بيني هارداواي على موقع كرة السلة الأوروبية.كوم (الإنجليزية)
- بيني هارداواي على موقع إي إس بي إن.كوم (الإنجليزية)
- بيني هارداواي على موقع كلية كرة السلة في سبورتس رفرنس.كوم (الإنجليزية)
- بيني هارداواي على موقع ريلجم (الإنجليزية)
- بيني هارداواي على موقع بروبوليرز (الإنجليزية)
- بيني هارداواي على موقع كلية كرة السلة في سبورتس رفرنس.كوم (الإنجليزية)
- بيني هارداواي على موقع سبورتس رفرنس (الإنجليزية)